# Fuoriserie

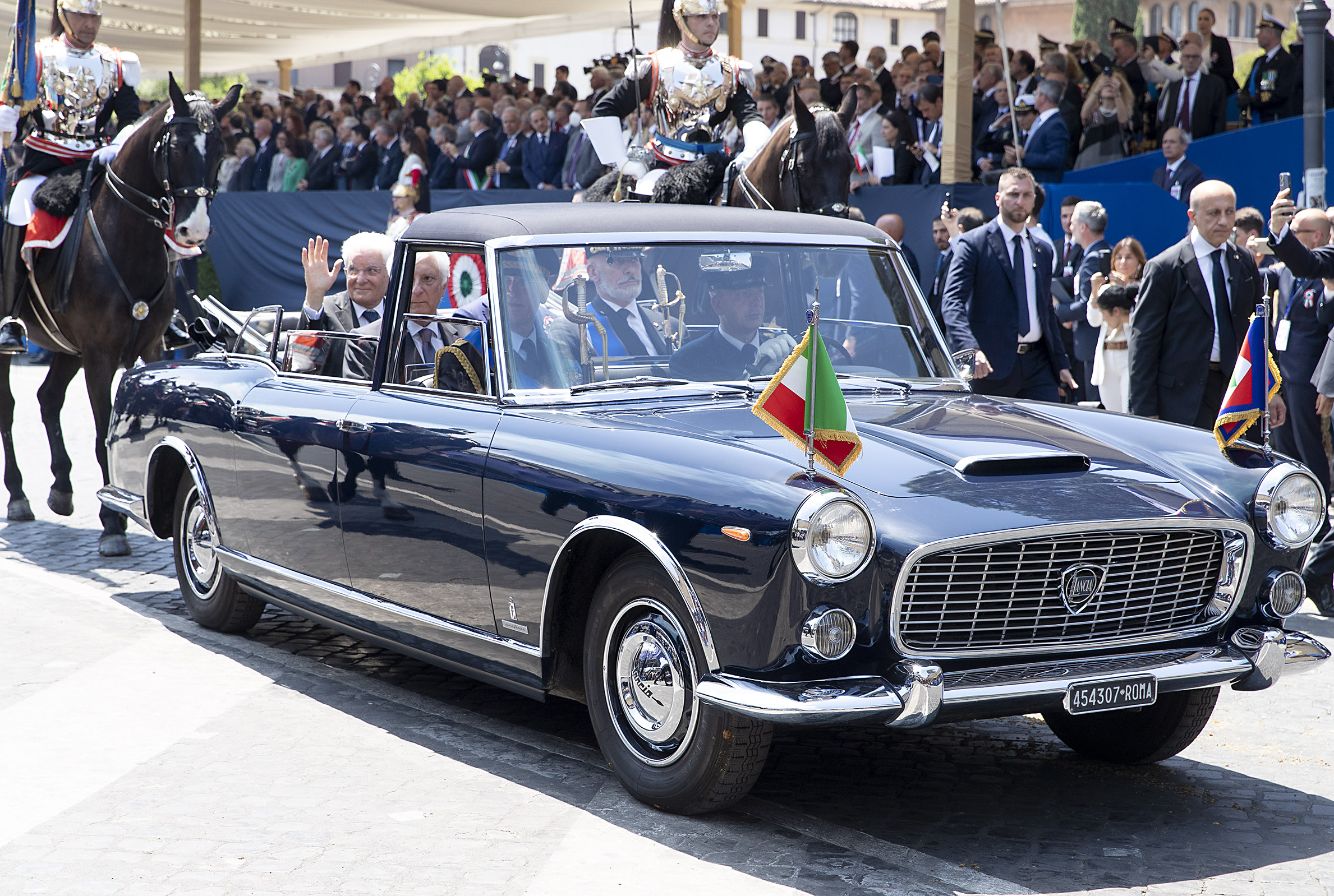
La fuoriserie Lancia Flaminia Pininfarina Cabriolet-Landaudet realizzata per il Presidente della Repubblica Italiana

La fuoriserie è un'automobile costruita con elementi speciali appositamente realizzati ed è generalmente intesa come una vettura esclusiva e costosa che qualifica il proprietario per la sua possibilità economica e per la sua voglia di distinguersi dalla massa.

## Definizione
Il termine "fuoriserie" nasce nella prima metà del XX secolo, per indicare le automobili che gli acquirenti facevano allestire su ordinazione, da prestigiosi carrozzieri, modificando i modelli realizzati in serie dall'industria costruttrice, specie nella carrozzeria.
A partire dal secondo dopoguerra, con l'avvento della costruzione in grande serie delle automobili, il termine "fuoriserie" fu utilizzato anche per le vetture costruite in piccola serie, sia per le automobili modificate dai carrozzieri sulla base di autotelai della grande serie, anche dette "speciali", sia per i modelli di grande prestigio costruiti con cura artigianale, ad esempio come le autovetture di rappresentanza prodotte dalla Rolls Royce o le supersportive realizzate dalla Ferrari. Per queste ultime, è modernamente utilizzato anche l'anglicismo "supercar".

## Tipi di fuoriserie
Sono generalmente comprendibili nella categoria delle "fuoriserie", a vario titolo, le seguenti tipologie di autovetture:
- Concept car
  - Prototipo di autovettura, ideato sulla base di uno o più temi specifici, come l'aerodinamica, l'impatto ambientale o l'ergonomia, ad esempio come la Fiat Panda Hydrogen.

- Dream car o show car
  - Autovettura con caratteristiche particolarmente evidenti, realizzata principalmente a scopo espositivo, ad esempio come la "Bertone BAT".

- Esemplare unico o One-off
  - Autovettura realizzata in esclusiva su commissione del cliente, ad esempio come la Ferrari P4/5.

- Pre-serie
  - Prototipo di autovettura definitivo, pronto per la fase di industrializzazione, con funzioni di particolari messe a punto, collaudi conclusivi o distribuzione ai concessionari, in attesa dell'entrata in esercizio della catena produttiva.

- Prototipo
  - Esemplare destinato alla dimostrazione o sperimentazione delle caratteristiche tecniche, estetiche, funzionali o prestazionali di una futura automobile di serie.

- Special o speciale
  - Autovettura realizzata in piccola serie su autotelai della grande serie, ad esempio come la "Moretti Sportiva".

Sovente, alcune fuoriserie, possono essere catalogabili in due o più tipologie, ad esempio come la "Pininfarina Giovani", concept car realizzata quale prototipo, pronto per la fase di industrializzazione.